# Dyptyk (sztuka sakralna)
Dyptyk (z gr. διπτυχος diptichos – „podwójnie składany”) – w sztuce sakralnej rodzaj niewielkiego przenośnego obiektu artystycznego, służącego celom dewocyjnym (np. prywatnemu nabożeństwu, w podróży), złożonego z dwóch połączonych zawiasowo i składanych tabliczek (skrzydeł). Dekorowany malowanymi lub płaskorzeźbionymi przedstawieniami o treściach religijnych.

## Historia
Dyptyk malowany pojawił się najpierw w bizantyjskim malarstwie ikonowym, do sztuki chrześcijaństwa zachodniego przeniknął w XIII wieku we Włoszech. Początkowo na dyptykach przedstawiano głównie Madonnę na jednym ze skrzydeł, a Ukrzyżowanie lub Chrystusa jako Męża boleści na drugim. W XIV i XV wieku rozpowszechnił się w Europie jako ważne zjawisko w rozwoju sztuki dewocyjnej. Obok typowych dawniej dyptyków z Madonną i umęczonym Chrystusem pojawiły się dyptyki z przedstawieniem fundatorów modlących się do świętej postaci. Z nich w końcu XV wieku wykształciły się dyptyki portretowe, o treściach przede wszystkim świeckich, np. z portretami dwojga małżonków.
Dyptyk jest poprzednikiem składanych nastaw ołtarzowych w formie tryptyków i innych poliptyków. W okresie późnego gotyku pojawiały się sporadycznie dyptyki dużych rozmiarów, jak np. Madonna Estienne Chevaliera Jeana Fouqueta, które niekiedy mogły też służyć jako nastawy ołtarzowe w kościołach. W Polsce przykładem nastawy ołtarzowej w formie dyptyku jest tzw. dyptyk Winterfeldów z Kościoła Mariackiego w Gdańsku.
W sztuce współczesnej dyptykiem nazywa się też czasem parę obrazów połączonych ze sobą treściowo i kompozycyjnie.

## Przykłady malowanych dyptyków
- Dyptyk Wiltona, Francja lub Anglia ok. 1395, National Gallery w Londynie
- Dyptyk Winterfeldów z Kościoła Mariackiego w Gdańsku, ok. 1430, Muzeum Narodowe w Warszawie.
- Madonna Estienne Chevaliera Jean Fouquet, ok. 1450, Berlin, Gemäldegalerie — Musée Royal w Antwerpii
- Dyptyk Froimonta, Rogier van der Weyden, ok. 1460
- Dyptyk M. van Nieuwenhove, Hans Memling, 1487